# Le Meurtre d'Yngsjö (film, 1966)
Pour les articles homonymes, voir Le Meurtre d'Yngsjö.
Pour plus de détails, voir Fiche technique et Distribution.
Le Meurtre d'Yngsjö (Yngsjömordet) est un film suédois d'Arne Mattsson, sorti en 1966. 
Ce film s'inspire d'une des grandes affaires criminelles de la Suède du XIXe siècle : le meurtre à Yngsjö en 1889 de Hanna Johansdotter, pour lequel son mari et sa belle-mère furent condamnés à mort.

## Fiche technique
- Titre : Le Meurtre d'Yngsjö
- Titre original : Yngsjömordet
- Réalisation : Arne Mattsson
- Scénario : Eva Dahlbeck d'après le livre d'Yngve Lyttkens
- Musique : Georg Riedel
- Photographie : Lasse Björne
- Montage : Carl-Olov Skeppstedt
- Production : Lorens Marmstedt
- Société de production : Svensk Filmindustri
- Pays de production :  Suède
- Genre : Biopic, policier, drame et historique
- Durée : 113 minutes
- Date de sortie : 
  - Suède : 1er octobre 1966

## Distribution
- Gunnel Lindblom : Anna Månsdotter

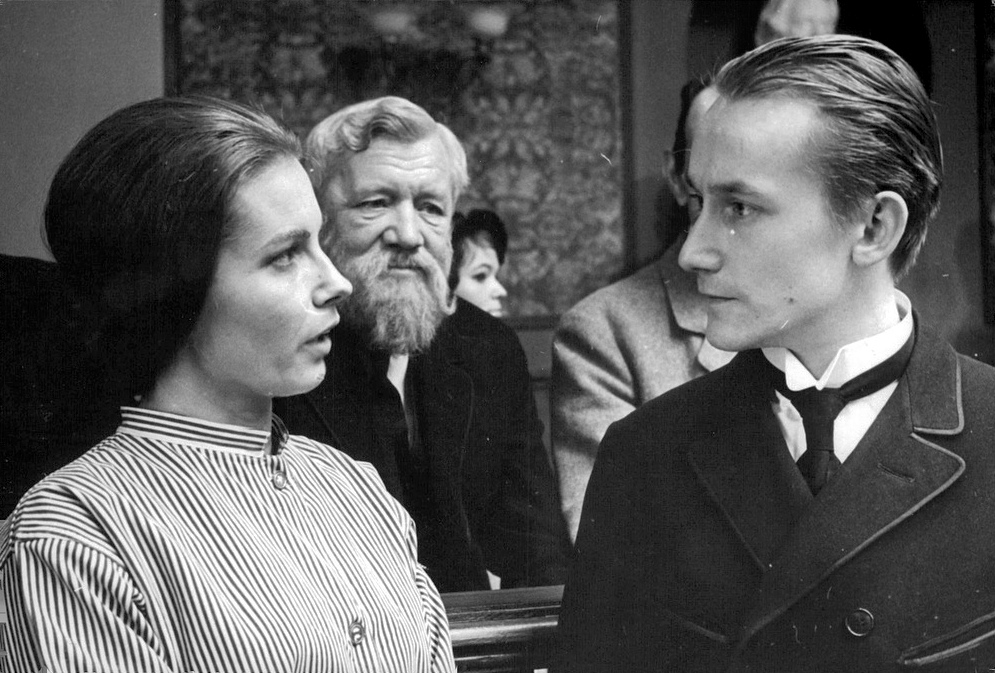
Gösta Ekman et Gunnel Lindblom dans une scène du film.

- Gösta Ekman : Per Nilsson, son fils
- Christina Schollin : Hanna Johansdotter, sa belle-fille
- Heinz Hopf : le juge Helmertz
- Elsa Prawitz : Hilda Persdotter
- Rune Lindström : Wahlbom
- Isa Quensel : Grave-Karna
- Tore Lindwall : Johan Olsson
- Lasse Krantz : Erik Olsson
- Gösta Bernhard : Jöns Persson
- Stefan Ekman : le vicaire Hasselqvist
- Frej Lindqvist : H. N. Hansson
- Gudrun Östbye : Johanna Hansson